# Renosteria karosella
Renosteria karosella är en insektsart som beskrevs av Pieter D. Theron 1984. Renosteria karosella ingår i släktet Renosteria och familjen dvärgstritar. Inga underarter finns listade i Catalogue of Life.